# Mengoa
Mengoa est un village du Cameroun, situé dans l'arrondissement (commune) de Nanga-Eboko, le département de la Haute-Sanaga et la région du Centre, sur la route qui relie Zengoaga à Mengué I.

## Population
En 1963, Mengoa comptait 462 habitants, principalement des Bamvele. Lors du recensement de 2005, on y a dénombré 518 personnes.

## Infrastructures
Mengoa dispose d'un marché mensuel et d'une école catholique.